# Iwan Krasnowidow
Iwan Iwanowicz Krasnowidow (ur. 1911 we wsi Kupiłowo w rejonie jemieljanowskim w obwodzie kalinińskim, zm. ?) – funkcjonariusz radzieckich organów bezpieczeństwa, jeden z wykonawców zbrodni katyńskiej.
Skończył 4 klasy szkoły podstawowej, od 1933 służył w Armii Czerwonej i OGPU. W 1940 i 1951 kierowca Zarządu NKWD/MGB obwodu kalinińskiego. Wiosną 1940 uczestniczył w mordowaniu polskich więźniów z obozu w Ostaszkowie, za co 26 października 1940 ludowy komisarz spraw wewnętrznych ZSRR Ławrientij Beria przyznał mu nagrodę pieniężną. Starszy sierżant bezpieczeństwa państwowego, odznaczony Orderem Czerwonej Gwiazdy (24 listopada 1950) i Medalem „Za zasługi bojowe”.